# (773) Irmintraud
(773) Irmintraud ist ein Asteroid des Hauptgürtels, der am 22. Dezember 1913 vom deutschen Astronomen Franz Kaiser in Heidelberg entdeckt wurde.
Der Asteroid wurde mit einem traditionellen Frauennamen benannt, der häufig in deutschen Legenden und mythischen Geschichten Verwendung findet.
Weitere Bahnparameter sind:
- Länge des aufsteigenden Knotens: 334,323°
- Argument des Perihels: 141,883°